# M.S.G.
Az M.S.G. a Michael Schenker Group második nagylemeze. Ezen a lemezen Ron Nevison volt a producer.

## Dalok
1. Are You Ready To Rock 3:26
2. Attack Of The Mad Axeman 4:17
3. On And On 4:41
4. Let The Sleeping Dogs Lie 5:21
5. But I Want More 6:56
6. Never Trust A Stranger 4:24
7. Looking For Love 4:03
8. Secondary Motion 3:42

## Az együttes tagjai
- Gary Barden - ének
- Michael Schenker - gitár
- Chris Glen - basszusgitár
- Paul Raymond - billentyűs hangszerek, gitár
- Cozy Powell - dob